# Tour Down Under 2006
Le Tour Down Under 2006 est la huitième édition du Tour Down Under, course cycliste par étapes qui s'est déroulée du 17 au 22 janvier. L'épreuve fait partie de l'UCI Oceania Tour 2006.
Cette édition est remportée par le coureur australien Simon Gerrans, membre de l'équipe AG2R Prévoyance.

## Équipes participantes
| Southaustralia.com-AIS | Chocolade Jacques-Topsport Vlaanderen | Bouygues Telecom | Team Milram          |
| Team UniS-Australia    | Davitamon-Lotto                       | Crédit agricole  | Astana-Würth         |
| United Water           | AG2R La Mondiale                      | Liquigas-Bianchi | Navigators Insurance |

## Résultats des étapes
| Nb   | Date       | Étape                         | Distance | Vainqueur        | Pays      | Équipe              |
| ---- | ---------- | ----------------------------- | -------- | ---------------- | --------- | ------------------- |
| Cla. | 17 janvier | "Down Under Classic" Adelaide | 50 km    | Robbie McEwen    | Australie | Davitamon-Lotto     |
| 1    | 18 janvier | Mawson Lakes - Angaston       | 148 km   | Simon Gerrans    | Australie | AG2R La Mondiale    |
| 2    | 19 janvier | Stirling - Hahndorf           | 146 km   | Allan Davis      | Australie | Astana-Würth        |
| 3    | 20 janvier | Strathalbyn - Yankalilla      | 154 km   | Carlos Barredo   | Espagne   | Astana-Würth        |
| 4    | 21 janvier | Willunga - Willunga           | 147 km   | Russell Van Hout | Australie | Team UniS-Australia |
| 5    | 22 janvier | Adelaide - Adelaide           | 90 km    | Allan Davis      | Australie | Astana-Würth        |

## Classement final
| Pos. | Coureur           | Pays      | Temps            |
| ---- | ----------------- | --------- | ---------------- |
| 1    | Simon Gerrans     | Australie | 16 h 36 min 54 s |
| 2    | Luis León Sánchez | Espagne   | 7 s              |
| 3    | Robbie McEwen     | Australie | 14 s             |
| 4    | William Walker    | Australie | 46 s             |
| 5    | Gene Bates        | Australie | 1 min 48 s       |
| 6    | Samuel Dumoulin   | France    | 2 min 42 s       |
| 7    | Russell Van Hout  | Australie | 3 min 00 s       |
| 8    | Simon Clarke      | Australie | 3 min 19 s       |
| 9    | Chris Jongewaard  | Australie | 3 min 19 s       |
| 10   | Glenn D'Hollander | Belgique  | 3 min 31 s       |

## Classement des étapes
| Pos. | Coureur            | Pays      | Temps           |
| ---- | ------------------ | --------- | --------------- |
| 1    | Simon Gerrans      | Australie | 3 h 38 min 33 s |
| 2    | Luis León Sánchez  | Espagne   | 2 s             |
| 3    | Robbie McEwen      | Australie | 11 s            |
| 4    | William Walker     | Australie | 37 s            |
| 5    | Gene Bates         | Australie | 1 min 39 s      |
| 6    | Samuel Dumoulin    | France    | 1 min 39 s      |
| 7    | Chris Jongewaard   | Australie | 3 min 10 s      |
| 8    | Simon Clarke       | Australie | 3 min 10 s      |
| 9    | Sébastien Chavanel | France    | 3 min 32 s      |
| 10   | Giovanni Visconti  | Italie    | 4 min 09 s      |

| Pos. | Coureur        | Pays      | Temps           |
| ---- | -------------- | --------- | --------------- |
| 1    | Allan Davis    | Australie | 3 h 27 min 21 s |
| 2    | Paul Crake     | Australie | 0 s             |
| 3    | Eladio Sánchez | Espagne   | 38 s            |
| 4    | Hilton Clarke  | Australie | 54 s            |
| 5    | Rony Martias   | France    | 54 s            |
| 6    | Mark Renshaw   | Australie | 2 min 00 s      |
| 7    | Matthew Goss   | Australie | 2 min 00 s      |
| 8    | Fabio Sabatini | Italie    | 2 min 00 s      |
| 9    | Mauro Da Dalto | Italie    | 2 min 00 s      |
| 10   | Jens Renders   | Belgique  | 2 min 00 s      |

| Pos. | Coureur             | Pays      | Temps           |
| ---- | ------------------- | --------- | --------------- |
| 1    | Carlos Barredo      | Espagne   | 3 h 51 min 03 s |
| 2    | Daniel Becke        | Allemagne | 1 min 32 s      |
| 3    | Cadel Evans         | Australie | 1 min 32 s      |
| 4    | Serge Pauwels       | Belgique  | 1 min 32 s      |
| 5    | Vincent Jérôme      | France    | 1 min 38 s      |
| 6    | Mathew Hayman       | Australie | 1 min 40 s      |
| 7    | Alexandre Botcharov | Russie    | 1 min 40 s      |
| 8    | Jonathan Clarke     | Australie | 5 min 26 s      |
| 9    | José Joaquín Rojas  | Espagne   | 5 min 56 s      |
| 10   | Ben Day             | Australie | 5 min 56 s      |

| Pos. | Coureur           | Pays      | Temps           |
| ---- | ----------------- | --------- | --------------- |
| 1    | Russell Van Hout  | Australie | 3 h 32 min 54 s |
| 2    | Paul Crake        | Australie | 0 s             |
| 3    | Rony Martias      | France    | 1 min 03 s      |
| 4    | Johan Vansummeren | Belgique  | 1 min 03 s      |
| 5    | Glen Chadwick     | Australie | 1 min 03 s      |
| 6    | Elia Rigotto      | Italie    | 1 min 03 s      |
| 7    | Simone Cadamuro   | Italie    | 1 min 13 s      |
| 8    | Aaron Kemps       | Australie | 1 min 13 s      |
| 9    | Mitchell Docker   | Australie | 1 min 22 s      |
| 10   | Glenn D'Hollander | Belgique  | 1 min 25 s      |

| \| Pos. \| Coureur \| Pays \| Temps \| \| ---- \| ------------------ \| --------- \| --------------- \| \| 1 \| Allan Davis \| Australie \| 1 h 49 min 47 s \| \| 2 \| Robbie McEwen \| Australie \| 0 s \| \| 3 \| Simone Cadamuro \| Italie \| 0 s \| \| 4 \| Thor Hushovd \| Norvège \| 0 s \| \| 5 \| Steven Caethoven \| Belgique \| 0 s \| \| 6 \| José Joaquín Rojas \| Espagne \| 0 s \| \| 7 \| Matthew Goss \| Australie \| 0 s \| \| 8 \| Simon Clarke \| Australie \| 0 s \| \| 9 \| Marco Righetto \| Italie \| 0 s \| \| 10 \| Dennis Haueisen \| Allemagne \| 0 s \| |                    |           |                 |
| Pos. | Coureur            | Pays      | Temps           |
| 1 | Allan Davis        | Australie | 1 h 49 min 47 s |
| 2 | Robbie McEwen      | Australie | 0 s             |
| 3 | Simone Cadamuro    | Italie    | 0 s             |
| 4 | Thor Hushovd       | Norvège   | 0 s             |
| 5 | Steven Caethoven   | Belgique  | 0 s             |
| 6 | José Joaquín Rojas | Espagne   | 0 s             |
| 7 | Matthew Goss       | Australie | 0 s             |
| 8 | Simon Clarke       | Australie | 0 s             |
| 9 | Marco Righetto     | Italie    | 0 s             |
| 10 | Dennis Haueisen    | Allemagne | 0 s             |